# Dépendance au sentier
La dépendance au sentier, parfois appelé sentier de dépendance ou dépendance au chemin emprunté (path dependence ou path dependency en anglais), est un concept issu de la science économique qui s'est ensuite diffusé à la science politique et à la géographie économique. C'est un concept répandu en sciences économiques et sciences sociales pour étudier la diffusion de l'innovation et les questions de développement.
La dépendance au sentier est souvent complétée par la notion d'effet de verrouillage (lock-in effect en anglais). L'effet de verrouillage, en tant que composante de la dépendance au sentier, désigne la propriété d'un système dynamique dont les modèles séquentiels d'activité forment un « sillon » dont il devient difficile ensuite pour le système de s'écarter. L'effet de verrouillage est aussi parfois appelé verrouillage socio-technique, une situation dans laquelle des choix ou des événements historiques créent des mécanismes d'auto-renforcement qui rendent difficile ou coûteux le passage à d'autres options.

## Concept
La notion de dépendance au sentier a été développée en économie dans les années 1980. Elle fait référence à un phénomène dans lequel les événements historiques et les choix initiaux ont un effet durable sur le développement et la structure des systèmes économiques. La dépendance au sentier suggère que l'état actuel et les trajectoires futures des systèmes et agents économiques sont fortement influencés par les décisions et les développements passés, créant des boucles de rétroaction qui se renforcent et rendent difficile l'adoption d'autres voies.

### En science économique
Les économistes américains Paul David et Brian Arthur ont joué un rôle crucial dans l'avancement du concept de dépendance au sentier.
Dans son ouvrage fondamental intitulé "Clio and the Economics of QWERTY" de 1985, David a analysé la persistance de la disposition du clavier QWERTY en dépit de son inefficacité apparente. Le clavier QWERTY a été conçu à la fin du XIXe siècle pour les machines à écrire mécaniques afin d'éviter le blocage des paires de lettres fréquemment utilisées en anglais. Bien qu'il ne s'agisse pas de la disposition la plus efficace pour les claviers d'ordinateurs modernes, il reste la norme dominante pour des raisons historiques. Selon David, l'adoption généralisée de la disposition QWERTY a rendu difficile l'adoption d'autres dispositions de clavier. Les gens ont appris à taper sur le QWERTY, les fabricants ont produit des claviers QWERTY et des logiciels ont été développés pour être compatibles avec le QWERTY. À travers cet exemple, David montre comment des technologies apparemment sous-optimales peuvent persister dans le temps en raison de contingences historiques précoces. Il a également souligné l'importance de comprendre le contexte socio-économique et les effets de réseau qui contribuent à la dépendance au sentier.
De son côté, Brian Arthur a élargi le concept de dépendance au sentier au-delà des systèmes technologiques pour y inclure les structures économiques et les industries. Dans son article "Competing Technologies, Increasing Returns, and Lock-In by Historical Events" de 1989, Arthur a étudié la manière dont les rendements croissants de l'adoption d'une technologie peuvent conduire à une situation de dépendance de sentier. Arthur souligne que, dans certaines conditions, une technologie ou un produit dont l'adoption présente un avantage, même minime, peut créer des effets de rétroaction positifs, conduisant à une dynamique de "winner-takes-all" (le gagnant prend tout). Par conséquent, les choix précoces sur le marché peuvent avoir des conséquences à long terme et verrouiller une technologie, une structure industrielle ou une position dominante sur le marché. Le modèle d'Arthur a montré que l'adoption d'une technologie ou d'un produit est influencée non seulement par ses caractéristiques intrinsèques, mais aussi par les effets cumulés d'événements historiques et de conditions initiales. Une fois qu'une certaine voie est établie, le passage à une autre voie devient de plus en plus coûteux et difficile.
Ensemble, les travaux de Paul David et de Brian Arthur ont permis de mieux comprendre comment l'histoire, les choix technologiques et les structures économiques peuvent conduire à des résultats dépendant de la trajectoire. Ils soulignent l'importance de prendre en compte le contexte historique, les effets de réseau et les rendements croissants pour mieux expliquer pourquoi certaines trajectoires persistent et comment l'innovation et le changement peuvent être influencés par les décisions passées. Leurs recherches continuent d'exercer une influence dans divers domaines, notamment l'économie, l'étude de l'innovation et l'analyse des politiques.

### En sciences politiques
Le concept de dépendance au sentier est repris en science politique par le politiste Paul Pierson (en), dans un article publié en 2000, "Increasing Returns, Path Dependence, and the Study of Politics". Publié dans la American Political Science Review, l'article affirme que « une fois établie, les modèles de mobilisation politique, les règles du jeu institutionnel et même les façons de voir le monde politique vont souvent auto-générer des dynamiques auto-renforçantes ».
En 1997, Merrien va plus loin encore en parlant d'« empreinte des origines ». Il soutient que plus que les constructions faites petit à petit, ce sont les dispositions décidées à l'origine qui ont le plus de poids sur la dépendance des acteurs futurs dans la prise de décision publique. L'approche selon le principe de la dépendance au sentier s’oppose aux approches fondées sur le choix rationnel (public choice en anglais), qui tendent à chercher (et à vouloir imposer) la seule et meilleure solution (one best way), sans tenir compte du contexte institutionnel.

### En géographie économique
La dépendance au sentier a été largement utilisée en géographie, notamment à la suite du tournant spatial réalisé en économie au début des années 1990 à la suite des travaux de l'économiste P. Krugman et de sa new economic geography qui entraine un renouveau de la géographie économique. Le concept de dépendance au sentier se développe notamment en « géographie économique évolutionniste »,, une des branches de la géographie économique, qui analyse les dynamiques de développement régionales au travers de l'étude des entreprises et des mécanismes de l'innovation.
La dépendance au sentier contribue à expliquer la distribution spatiale des activités économiques et le développement des régions et des villes en d'expliquant comment les événements historiques et les conditions initiales influencent le paysage économique et peuvent conduire à des modèles spatiaux persistants. La dépendance au sentier est complétée par la notion de verrouillage (lock-in effect en anglais) permettant d'expliquer que certaines régions ou villes sont « verrouillées » sur des activités ou des secteurs économiques spécifiques en raison de décisions et d'investissements antérieurs.
Dans son étude du bassin minier de la Ruhr en 1993, le géographe économique G. Grabher identifie trois types de verrouillage : 
- fonctionnel soit les liens étroits et stables entre les principales entreprises d'un secteur d'activité et leurs fournisseurs ;
- cognitif soit un verrouillage constitué par les pratiques communes et de normes acceptées par les agents ;
- politique soit une structure institutionnelle dense qui entrave la restructuration.

Ces verrouillages expliquent pourquoi une région qui a fortement investi dans une industrie particulière comme la métallurgie ou la sidérurgie peut éprouver des difficultés à passer à de nouvelles activités, même si elles sont économiquement plus viables, en raison de la présence de compétences spécialisées, d'infrastructures et de chaînes d'approvisionnement établies liées à l'industrie initiale.
Le verrouillage politique se manifeste parfois par le soutien apporté par les acteurs institutionnels, empêchant des évolutions ou des restructurations du tissu économique. Ce soutien peut prendre la forme de subventions publiques pour aider au maintien de secteurs d'activité, comme dans le cas de régions industrielles, ou touristiques,.
Les verrouillages associés au phénomène de dépendance au sentier peuvent être tantôt positifs lorsqu'ils renforcent le dynamisme économique local, tantôt négatifs lorsqu'ils augmentent la rigidité et réduisent la capacité d'adaptation d'une région.